# Louis-Marie de Geyer d’Orth
Dom Louis-Marie de Geyer d'Orth, właśc. François de Geyer d’Orth (ur. 25 marca 1967) – francuski benedyktyn, opat klasztoru św. Marii Magdaleny w Le Barroux.

## Życiorys
Urodził się 25 marca 1967 roku w Vannes.
Wstąpił do zakonu benedyktynów, gdzie przyjął święcenia kapłańskie 25 sierpnia 2000 roku, z rąk kardynała Philippe Barbarin'a.
W 2003 został opatem klasztoru św. Marii Magdaleny w Le Barroux.